# 公親寮
公親寮，原寫為公親藔，是台灣台南市安南區的一個傳統地域名稱，位於該區北部。相較於今日行政區，其範圍大致包括公親里、長安里西北部、佃東里北大半部不含東北部凸出部分的北部、佃西里北半部、公塭里北半部不含最北端，以及西港區的新復里西南端、七股區的竹橋里最南端。

## 歷史
台灣清治末期至日治初期，公親寮地區為一街庄，稱為「公親藔庄」，隸屬於西港仔堡。該庄北隔曾文溪與竹仔港庄、大塭藔庄為界，東與新吉庄、六塊藔庄為鄰，南邊為安順藔庄、溪心藔庄、媽祖宮庄，西邊為學甲藔庄。
1901年（日治明治三十四年）11月，全台廢縣廳改設二十廳，該庄隸屬於鹽水港廳。1903年（明治三十六年）6月，該庄編入「西港仔區」，仍隸屬於鹽水港廳。1909年（明治四十二年）10月，合併二十廳為十二廳，西港仔區改隸屬於台南廳。1920年（大正九年），全台地方制度大改正，廢十二廳改設五州二廳，該庄改制並雅化為「公親寮」大字，隸屬於臺南州新豐郡安順庄。
戰後安順庄改制為安順鄉，隸屬於臺南縣，大字亦改制為村。1946年安順鄉劃入臺南市，改稱為安南區，村亦改制為里。

## 聚落
本地區發展較早的聚落有公親藔、公塭仔等，在日治期初期的官方地圖上已有記載。

## 交通
- 省道台17甲線
- 縣道178號

## 景點
- 十二佃神榕

## 產業
- 新吉工業區（南半部）